# Rózsa Péter

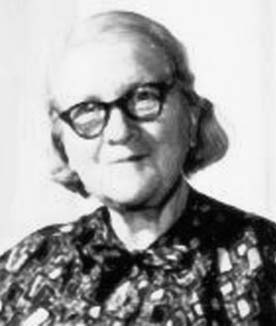
Rózsa Péter

Rózsa Péter (1905–1977) – Węgierka zajmująca się matematyką i logiką, profesor Uniwersytetu Loránda Eötvösa w Budapeszcie. Zapoczątkowała teorię obliczalności (teorię rekursji), a więc dział teorii obliczeń zajmujący się badaniem, jakie problemy są rozwiązywalne przy użyciu komputerów.